# Aleksandrs Ābrams
Aleksandrs Ābrams (* 30. Januar 1904 in Riga; † 3. Februar 1958 in Melbourne) war ein lettischer Fußballspieler. Seine Position war der Sturm.
Ābrams, der unter anderen für Rigas Amatieris und Rigas FK spielte, absolvierte für die lettische Nationalmannschaft acht Länderspiele zwischen 1924 und 1927. Dabei gelangen ihm zwei Treffer.